# SMS Kaiser Barbarossa
El SMS Kaiser Barbarossa (en español Emperador Barbarroja) fue un acorazado pre-dreadnought alemán de la clase Kaiser Friedrich III. Fue construido por los astilleros Schichau-Werke de Danzig. El Kaiser Barbarossa fue puesto en grada en agosto de 1898, botado el 21 de abril de 1900 y sus obras concluyeron en junio de 1901, con un coste total de 20 301 000 marcos.

## Historial de servicio
Al igual que otros acorazados pre-dreadnought de la Kaiserliche Marine, el Kaiser Barbarossa comenzó la Primera Guerra Mundial sirviendo en la V escuadra de combate como buque de defensa costera en el área del mar Báltico desde agosto hasta diciembre de 1914. En abril de 1915 fue transferido al papel auxiliar de buque de entrenamiento de torpedos. Fue descomisionado en noviembre de 1915 y usado como barracón flotante para prisioneros de guerra entre 1916 y 1918. En 1920, el Kaiser Barbarossa fue dado de baja por la Reichsmarine, tras lo cual fue vendido para desguace en 1930.